# 다카시마 도모미
다카시마 도모미(일본어: 高島 知美, たかしま ともみ, 1988년 5월 2일 ~ )는 일본 출신의 여자 야구 선수이며, 야구 일본 여자 대표 선수로 3년 연속으로 선출되기도 하였다. 포지션은 포수.

## 인물
도치기현 사노시 출신으로 3살 무렵부터 야구를 시작했고, 초등학교와 중학교 시절에는 현지의 클럽 팀에서 활약을 했다. 그 후 여자 야구부가 있는 하나사키도쿠하루고등학교에 입학해 전국 고교 여자 야구 대회에 출전, 팀의 첫 우승에 공헌했다. 2008년 IBAF 여자 월드컵 일본 대표 선수로 출전하면서 7할 3푼 3리의 타율과 10득점을 기록하여 타격왕과 득점왕을 동시에 석권하여 대회 우승을 이끌었다.
현재 헤이세이 국제대학 여자 야구부의 주장으로 있다.

## 플레이 스타일
배팅에 힘이 있을 정도로 특히 타격면에서는 훌륭하고, 남자 선수들이 갖고 있는 배트와 동일한 무게를 사용한다.